# Прокопија
Прокопија (око 770 − после 813) је била византијска царица, супруга Михаила I. Била је ћерка цара Нићифора I. 

## Биографија
Брак Михаила Рангабеа и Прокопије склопљен је крајем 8. века. Михаило је био син Теофилакта Рангабеа, адмирала егејске флоте. Године 802. царица Ирина свргнута је од стране патриција и евнуха. Њихов вођа био је Нићифор, отац Прокопије, који је у то време обављао функцију логотета тон геникоа (министра финансија). Дана 31. октобра 802. године Нићифор је проглашен за цара. Прокопија је постала члан царске породице. Њен супруг добио је положај куропалата. Нићифор је погинуо 811. године у бици код Плиске против бугарског кана Крума. Велики део византијске војске је уништен што битку чини једном од најгорих пораза Византије у историји. Међу преживелима је био и Ставрикије који је проглашен за цара. На двору су се појавиле две фракције: прва предвођена Теофаном, стаје уз Ставракија и друга, предвођена Прокопијом, стаје на страну Михаила Рангабеа. Ставракије је абдицирао те је нови цар постао Михаило. Прокопија је тако постала византијска царица. Током своје краткотрајне владавине, Прокопија је инсистирала да прати мужа у војним кампањама, што је лоше прихваћено од стране трупа. Учествовала је у рату против Бугара који је завршен поразом у бици код Версиникије. Након абдикације свог мужа, Прокопија се повлачи у манастир. Година њене смрти није позната. 

### Потомство
Прокопија је Михаилу родила петоро деце:
- Теофилакт (умро 849), савладар свога оца (812−813).
- Ставракије (умро 813), умро пре абдикације свога оца.
- Никита (умро 877), касније цариградски патријарх.
- Георгија, монахиња.
- Егеја, монахиња.